# Jiuyuan

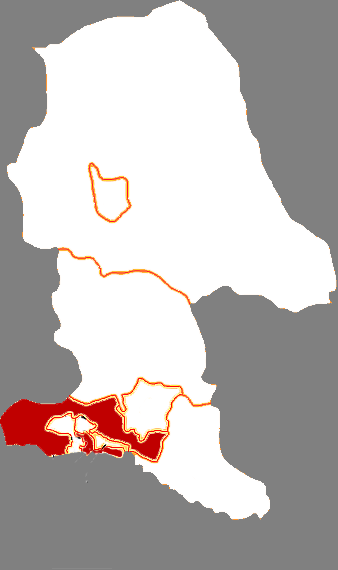
Lage Jiuyuans in Baotou

Der Stadtbezirk Jiuyuan (chinesisch 九原区, Pinyin Jiǔyuán Qū; mongolisch: ᠵᠢᠦ ᠶᠤᠸᠠᠨ ᠲᠣᠭᠣᠷᠢᠭ Jiü yuvan toɣoriɣ) ist ein chinesischer Stadtbezirk, der zum Verwaltungsgebiet der bezirksfreien Stadt Baotou in der Autonomen Region Innere Mongolei der Volksrepublik China gehört. Das Verwaltungsgebiet des Stadtbezirks hat eine Fläche von 1.776 km² und er zählt ca. 220.000 Einwohner. 